# Loissin
Loissin är en kommun och ort i Landkreis Vorpommern-Greifswald i förbundslandet Mecklenburg-Vorpommern i Tyskland.
Kommunen ingår i kommunalförbundet Amt Lubmin tillsammans med kommunerna Brünzow, Hanshagen, Katzow. Kemnitz, Kröslin, Lubmin, Neu Boltenhagen, Rubenow och Wusterhusen.